# Cuchillo aserrado

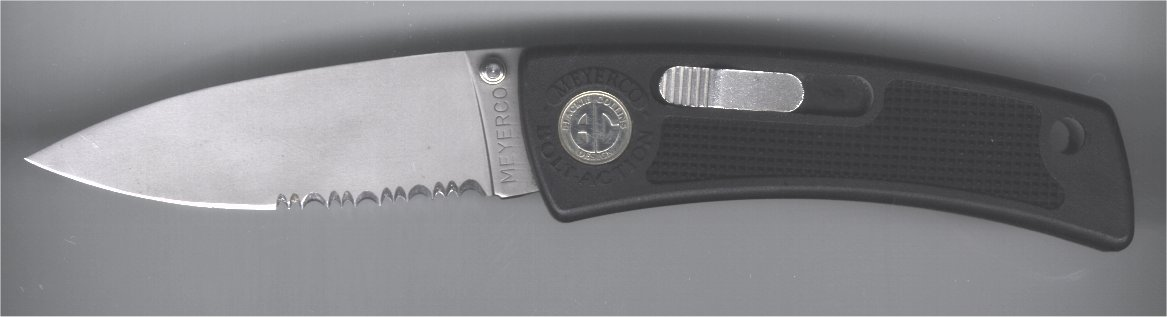
Un cuchillo de borde aserrado.

Un cuchillo con hoja aserrada es un tipo de cuchillo cuya hoja posee pequeños dientes en forma de sierra.
Las hojas aserradas le dan al borde de filo del cuchillo menor área de contacto que una hoja de borde liso, lo cual aumenta la presión aplicada en cada punto, y los puntos de contacto tienen un ángulo más agudo con el cual inciden sobre el material que se desea cortar. Esta es una acción de corte que produce muchas, pequeñas fracturas en la superficie del material que se corta, que acumulativamente sirven para cortar el material a lo largo de la línea de la hoja.
Los cortes realizados con una hoja aserrada suelen ser menos suaves y precisos que los que se realizan con una hoja lisa. Las hojas dentadas pueden ser más difíciles de afilar con una piedra de afilar o un afilador giratorio que con una no dentada, sin embargo, se pueden afilar fácilmente con un diamante. Las hojas dentadas tienden a permanecer más afiladas por más tiempo que una hoja de filo recto similar. Una hoja dentada tiene un corte más rápido, pero un borde liso tiene un corte más limpio. Algunos prefieren una hoja dentada en una navaja de bolsillo.

Este tipo de cuchillos suelen ser utilizados para cortar carnes.